# Miglierina

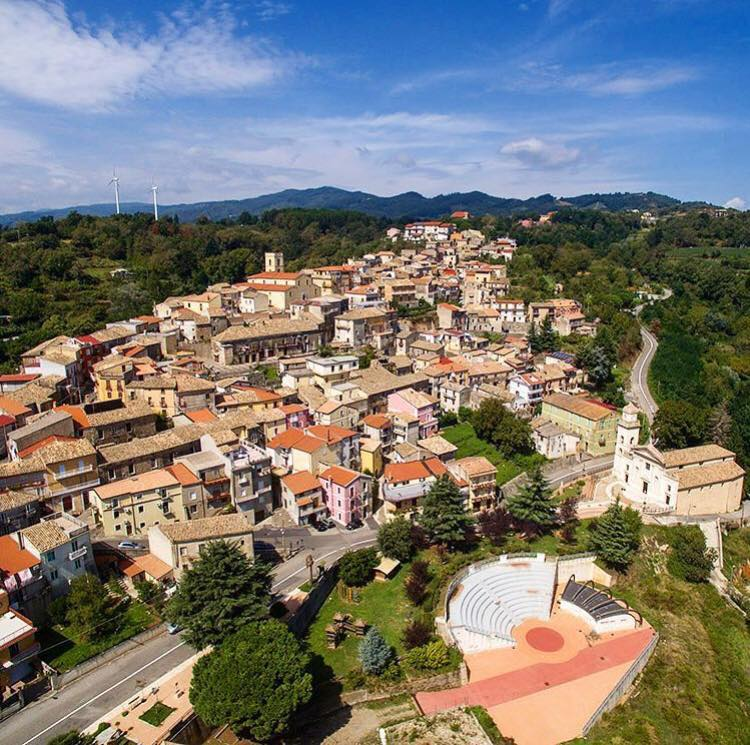

Miglierina ist eine italienische Gemeinde mit 699 Einwohnern (Stand 31. Dezember 2023) in der Provinz Catanzaro, Region Kalabrien.
Das Gebiet der Gemeinde liegt auf einer Höhe von 575 m über dem Meeresspiegel und umfasst eine Fläche von 13 km². Die Nachbargemeinden sind Amato, Marcellinara, San Pietro Apostolo, Serrastretta und Tiriolo. Miglierina liegt 25 km westlich von Catanzaro.
Eine Siedlung ist seit 1507 nachgewiesen, der Ort wurde 1531 gegründet.
Sehenswert sind die Kirche St. Lucia Lucia und die Kirche del Rosario Kirche des Rosenkranzes.